# Langeais
Langeais este o comună franceză situată în departamentul Indre-et-Loire, în regiunea Centre-Val de Loire. Deviza sa este „Alae gaviae vicus”, care se poate traduce aproximativ din latină ca „Satul pescărușilor cu aripi”.
Comuna a luat naștere la 1 ianuarie 2017 prin fuziunea vechii comune Langeais și a comunei Les Essards, care a devenit o comună delegată.

## Geografie

### Comune limitrofe
| Avrillé-les-Ponceaux |                      | Mazières-de-Touraine |
| Continvoir           |                      | Cinq-Mars-la-Pile    |
| Coteaux-sur-Loire    | La Chapelle-aux-Naux |                      |

### Hidrografie

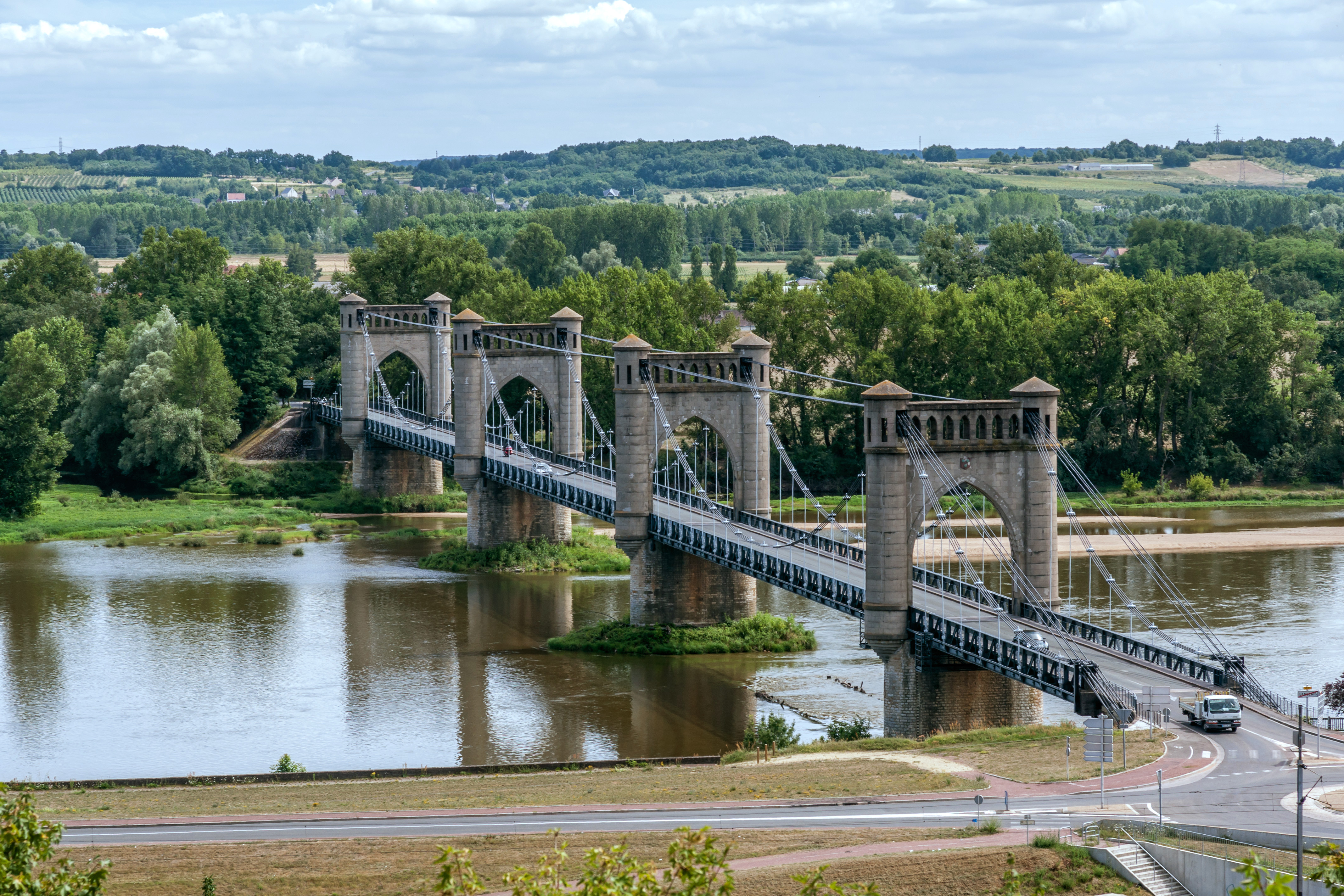
Pod suspendat peste râul Loara.

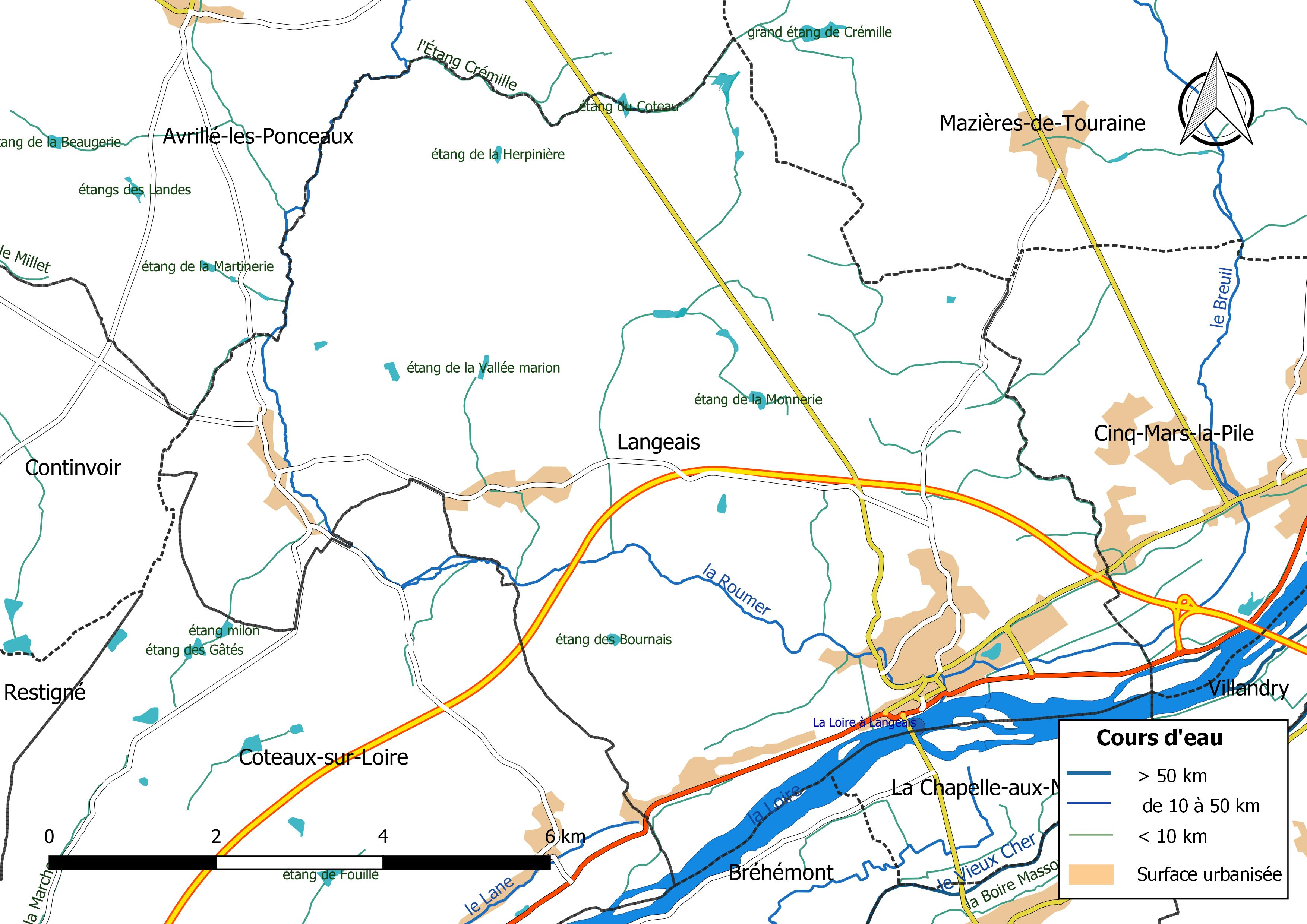
Rețeaua hidrografică a comunei Langeais.

Teritoriul comunei este mărginit pe partea sudică de fluviul Loara (2,733 km). Rețeaua hidrografică a comunei, cu o lungime totală de 56,83 km, include alte două cursuri de apă notabile, Roumer (10,895 km) și Breuil (2,525 km), precum și diverse pâraie mici.
Loara se află într-o vale largă pe care a modelat-o treptat de-a lungul a mii de ani. Acesta traversează departamentul Indre-et-Loire de la est la vest, de la Mosnes până la Candes-Saint-Martin, având un curs larg și lent. Loara prezintă fluctuații sezoniere destul de marcate ale debitului. Din punct de vedere al previziunii inundațiilor, comuna se află în sectorul Loire tourangelle, care se întinde între ieșirea din Nazelles-Négron și confluența cu râul Vienne, având stația hidrometrică de referință cea mai apropiată situată la Tours (aval de podul Mirabeau). Debitul mediu lunar (calculat pe 62 de ani pentru această stație) variază de la 112 m³/s în luna august la 622 m³/s în luna februarie. Debitului instantaneu maxim observat la această stație a fost de 3.050 m³/s, înregistrat pe 9 decembrie 2003, cu o înălțime maximă de 5,78 m în acea zi. Înălțimea maximă istorică a fost atinsă pe 3 iunie 1856, cu o înălțime necunoscută, dar mai mare de 6,20 m. Din punct de vedere piscicol, Loara este clasificat în a doua categorie piscicolă. Grupul biologic dominant este constituit în principal din pești albi (ciprinide) și din pești răpitori (știucă, șalău și biban).
Râul Roumer, cu o lungime totală de 27,3 km, își are sursa în comuna Ambillou și se varsă în Loara pe teritoriul comunal, în apropierea gării, după ce a traversat 6 comune. Din punct de vedere piscicol, Roumer este de asemenea clasificat în a doua categorie piscicolă.
Râul Breuil, cu o lungime totală de 14,6 km, își are sursa în comuna Ambillou și se varsă în Roumer pe teritoriul comunal, în apropierea gării, după ce a traversat 4 comune. Din punct de vedere piscicol, Breuil este de asemenea clasificat în a doua categorie piscicolă.
Zece zone umede au fost inventariate în comună de către Direcția Departamentală a Teritoriilor (DDT) și Consiliul Departamental din Indre-et-Loire: « valea Loire de la Mosnes la Candes-Saint-Martin », « valea Roumer de la Pont Boutard la Langeais », « valea Roumer de la Saint-Symphorien-les-Ponceaux la Pont Boutard », « valea Breuil la Tronchées », « valea Ruisseau de l'Étang de Crémille », « iazurile Renfermés și Foucaudière », « iazul Herpinière », « iazul Monnerie » și « iazul Renaudière și iazul Bournais ».

### Clima
În 2010, clima comunei este clasificată ca fiind de tipul climatului oceanic degradat al câmpiilor din centrul și nordul Franței, conform unui studiu al Centrului Național de Cercetare Științifică (CNRS) bazat pe o serie de date din perioada 1971-2000. În 2020, Météo-France publică o tipologie a climatelor din Franța metropolitană, în care comuna este situată într-o zonă de tranziție între climatul oceanic și climatul oceanic alterat, fiind parte a regiunii climatice „Mijlocul văii Loirei”, caracterizată printr-o bună insolatie (1.850 de ore/an) și o vară puțin ploioasă.
Pentru perioada 1971-2000, temperatura medie anuală a fost de 11,4 °C, cu o amplitudine termică anuală de 14,5 °C. Cumulul anual mediu al precipitațiilor a fost de 669 mm, cu 10,4 zile de precipitații în ianuarie și 6,3 zile în iulie. Pentru perioada 1991-2020, temperatura medie anuală observată la cea mai apropiată stație meteorologică Météo-France, situată în comuna Lignières-de-Touraine la 3 km în linie dreaptă, a fost de 11,8 °C, iar cumulul anual mediu al precipitațiilor a fost de 700,0 mm. În ceea ce privește viitorul, parametrii climatici ai comunei estimați pentru anul 2050, conform diferitelor scenarii de emisie a gazelor cu efect de seră, sunt disponibili pe un site dedicat publicat de Météo-France în noiembrie 2022.

## Urbanism

### Tipologie
La 1 ianuarie 2024, Langeais este categorisată drept „bourg rural” conform noii grile comunale de densitate cu șapte niveluri definită de INSEE (Institutul Național de Statistică și Studii Economice) în 2022. Ea face parte din unitatea urbană Langeais, o unitate urbană monocomunală constituită dintr-un oraș izolat. În plus, comuna este inclusă în zona metropolitană a orașului Tours, fiind una dintre comunele periferice ale acestuia. Această zonă, care reunește 162 de comune, este clasificată în categoriile de la 200.000 la mai puțin de 700.000 de locuitori.

### Căi de comunicație și transport
Încadrată de dealuri în nord și de Loara în sud, comuna este deservită de linia de cale ferată Tours - Saint-Nazaire și de drumul național 152 care leagă Tours de Angers. Centura de ocolire a orașului Langeais ca parte din autostrada A85 (Angers-Tours) a fost subiectul unor controverse aprinse.

### Riscuri majore
Teritoriul comunei Langeais este vulnerabil la diferite pericole naturale: meteorologice (furtuni, descărcări electrice, ninsoare, frig extrem, caniculă sau secetă), inundații, incendii de pădure, mișcări ale terenului și seisme (sismicitate redusă). De asemenea, este expus la un risc tehnologic, și anume riscul nuclear. Un site publicat de BRGM (Biroul de Cercetări Geologice și Miniere) permite evaluarea simplă și rapidă a riscurilor pentru un bun localizat fie prin adresa sa, fie prin numărul parcelei.

#### Riscuri naturale
Unele zone ale teritoriului comunal sunt susceptibile să fie afectate de riscul de inundație prin revărsare a cursurilor de apă, în special a râurilor Roumer, Loara și Breuil. Comuna a fost recunoscută în stare de catastrofă naturală din cauza pagubelor cauzate de inundații și alunecări de teren care au avut loc în 1991, 1994, 1999 și 2006.
Pentru a anticipa o creștere a riscurilor de incendii de pădure și vegetație către nordul Franței în contextul schimbărilor climatice, serviciile de stat din regiunea Centre-Val de Loire - DREAL (Direcția Regională de Mediu, Amenajare și Locuință), DRAAF (Direcția Regională Alimentație, Agricultură și Silvicultură), DDT (Direcția Departamentală a Teritoriilor) împreună cu SDIS (Serviciul departamental de pompieri și salvare) au realizat în 2021 un atlas regional al riscurilor de incendiu de pădure, care permite îmbunătățirea cunoștințelor despre masivele cele mai expuse. Comuna, fiind parțial situată în masivul forestier Bourgueil, este clasată la nivelul de risc 1, pe o scală care cuprinde patru nivele (1 fiind nivelul maxim).

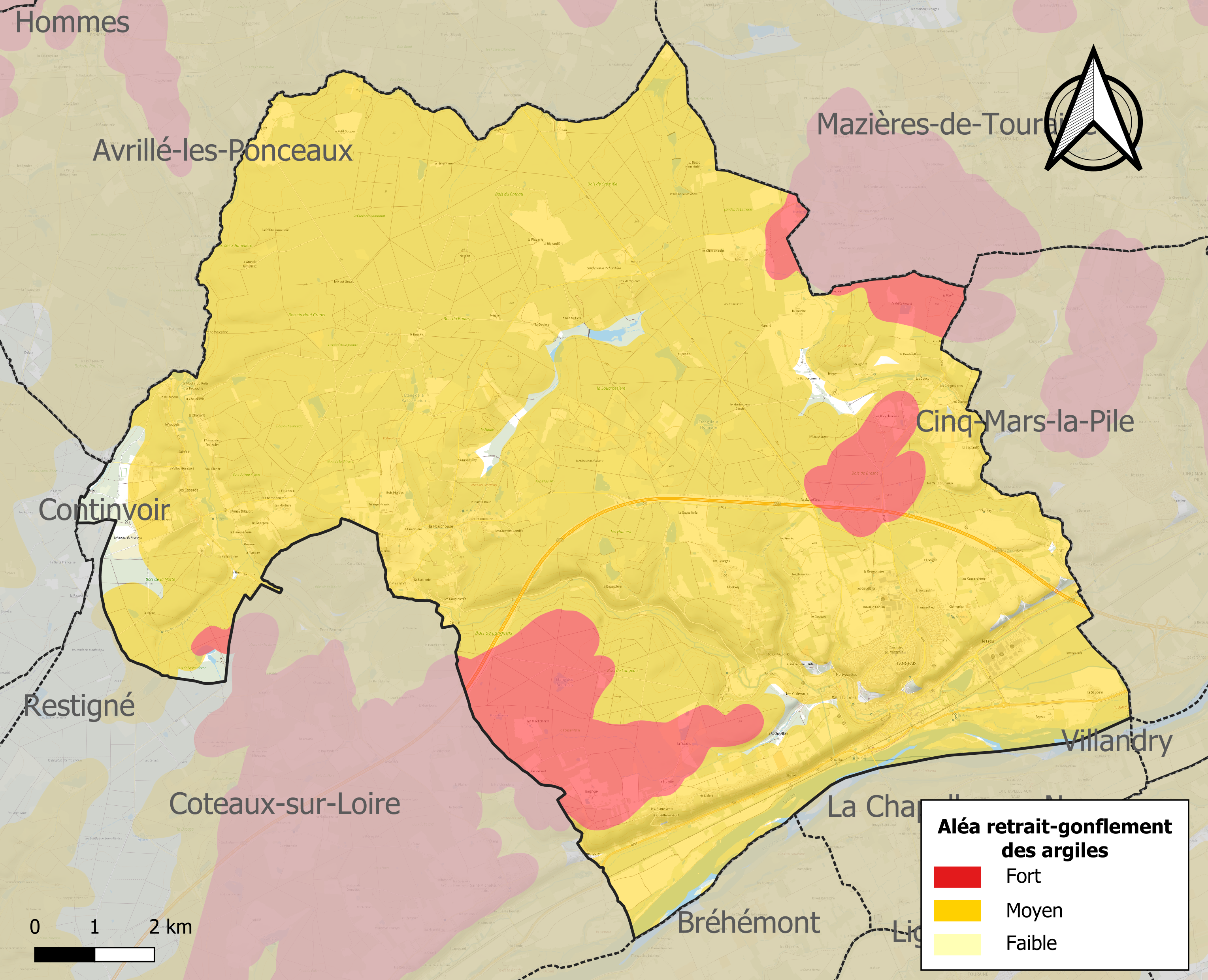
Harta zonelor de risc de contracție-umflare ale solurilor argiloase Langeais.

Comuna este vulnerabilă la riscul de mișcări ale terenului, constituit în principal din retragerea și umflarea solurilor argiloase. Acest pericol poate cauza daune importante clădirilor în caz de alternanță între perioade de secetă și ploi. 97,1% din suprafața comunală se află într-o zonă de risc mediu sau ridicat (90,2% la nivel departamental și 48,5% la nivel național). Dintre cele 2.079 de clădiri contabilizate în comună în 2019, 2.032 sunt situate în zone de risc mediu sau ridicat, adică 98%, comparativ cu 91% la nivel departamental și 54% la nivel național. O cartografie a expunerii teritoriului național la retragerea și umflarea solurilor argiloase este disponibilă pe site-ul BRGM.
În ceea ce privește mișcările terenului, comuna a fost recunoscută în stare de catastrofă naturală din cauza pagubelor cauzate de secetă în 1990 și 1996 și de mișcări ale terenului în 1995 și 1999.

#### Riscuri tehnologice
În caz de accident grav, anumite instalații nucleare pot elibera iod radioactiv în atmosferă. Comuna fiind situată în perimetrul imediat de 5 km în jurul centralei nucleare de la Chinon, este expusă riscului nuclear. În acest sens, locuitorii comunei au beneficiat, preventiv, de o distribuție de comprimate de iod stabil, al căror consum înainte de eliberarea iodului radioactiv ajută la prevenirea efectelor asupra tiroidei cauzate de expunerea la iodul radioactiv. În caz de incident sau accident nuclear, pot fi date instrucțiuni de confinare sau evacuare, iar locuitorii pot fi solicitați să ia, la ordinul prefectului, comprimatele aflate în posesia lor.

## Toponimie

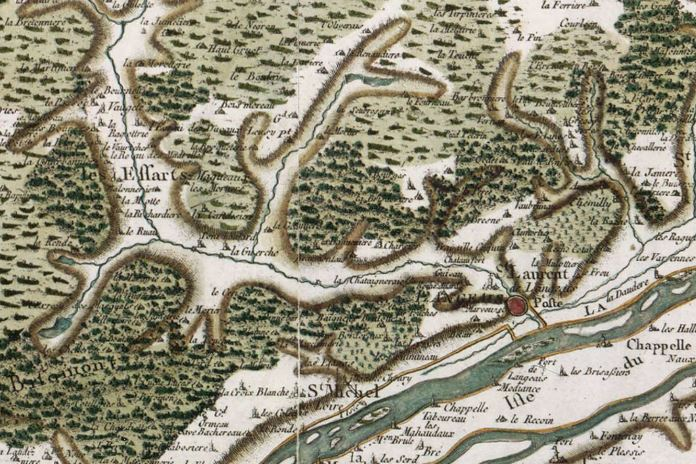
Reprezentarea comunei Langeais pe harta Cassini.

Primele mențiuni ale locului se găsesc în scrierile lui Grégoire de Tours (Istoria francilor, X), unde Langeais, sub numele de Alingavia, este menționată ca una dintre primele parohii rurale fondate în Touraine de Martin de Tours în ultimul sfert al secolului al IV-lea.
Există mai multe ipoteze cu privire la originea toponimului:
- Pierre-Henri Billy propune un derivat din indo-europeanul *sălo- (hidronim referitor la proximitatea Loarei) și sufixul galic -inco, evoluând în *Alingo și apoi *Aling-au-ia[33].
- Ernest Nègre sugerează o origine germanică cu Adalingus[34].
- Albert Dauzat și Charles Rostaing iau în considerare un derivat din numele poporului celtic al Lingonilor, cu radicalul Aling- și sufixul -avus[35].

Numele comunei delegate Essards este o evoluție a vechiului francez „essart”, care desemnează un loc defrișat, în acest caz, în pădurea de Bifomont.

## Populația și societatea

### Date demografice
Evoluția numărului de locuitori este cunoscută prin recensămintele populației efectuate în comună de la înființarea sa.
În 2021, comuna avea 4.335 de locuitori, în scădere cu −5,62% față de 2015 (Indre-et-Loire: +1,19%, Franța fără Mayotte: +1,84%).
| An        | 2015 | 2020 | 2021 |
| --------- | ---- | ---- | ---- |
| Populație | 4593 | 4349 | 4335 |

### Învățământ
Langeais se află în Academia Orléans-Tours (Zona B) și în circumscripția Langeais.
Comuna are 3 instituții de învățământ: o grădiniță, o școală elementară și colegiul Champ de la Motte.

### Dotări culturale
- Place Léon Boyer - fostul teatru municipal a fost transformat într-o sală de cinema, denumită Espace Jean-Hugues Anglade[41].
- În apropiere de castel, spațiul cultural La Douve găzduiește în principal expoziții artistice[42].

## Economie
La începutul secolului XX, Langeais avea o activitate economică foarte diversificată, incluzând producția de cărămizi refractare, faianță, confecționarea de frânghii, butoni și tăbăcărie.

## Cultura și patrimoniul local

### Locuri si monumente
Descrierea locurilor și monumentelor din comună reia descrierile celor două foste comune, Langeais (fosta comună) și Essards.

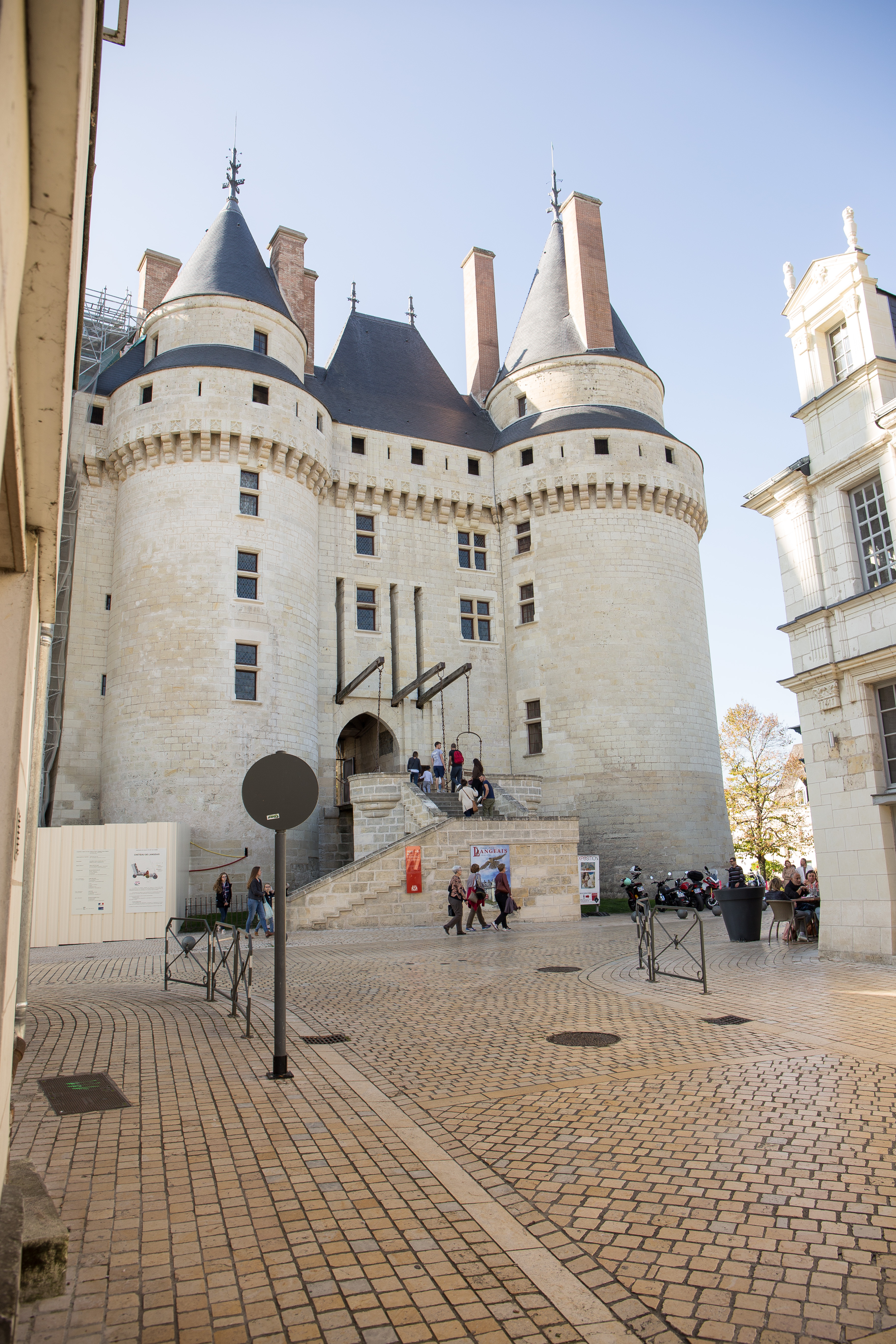
Castelul Langeais
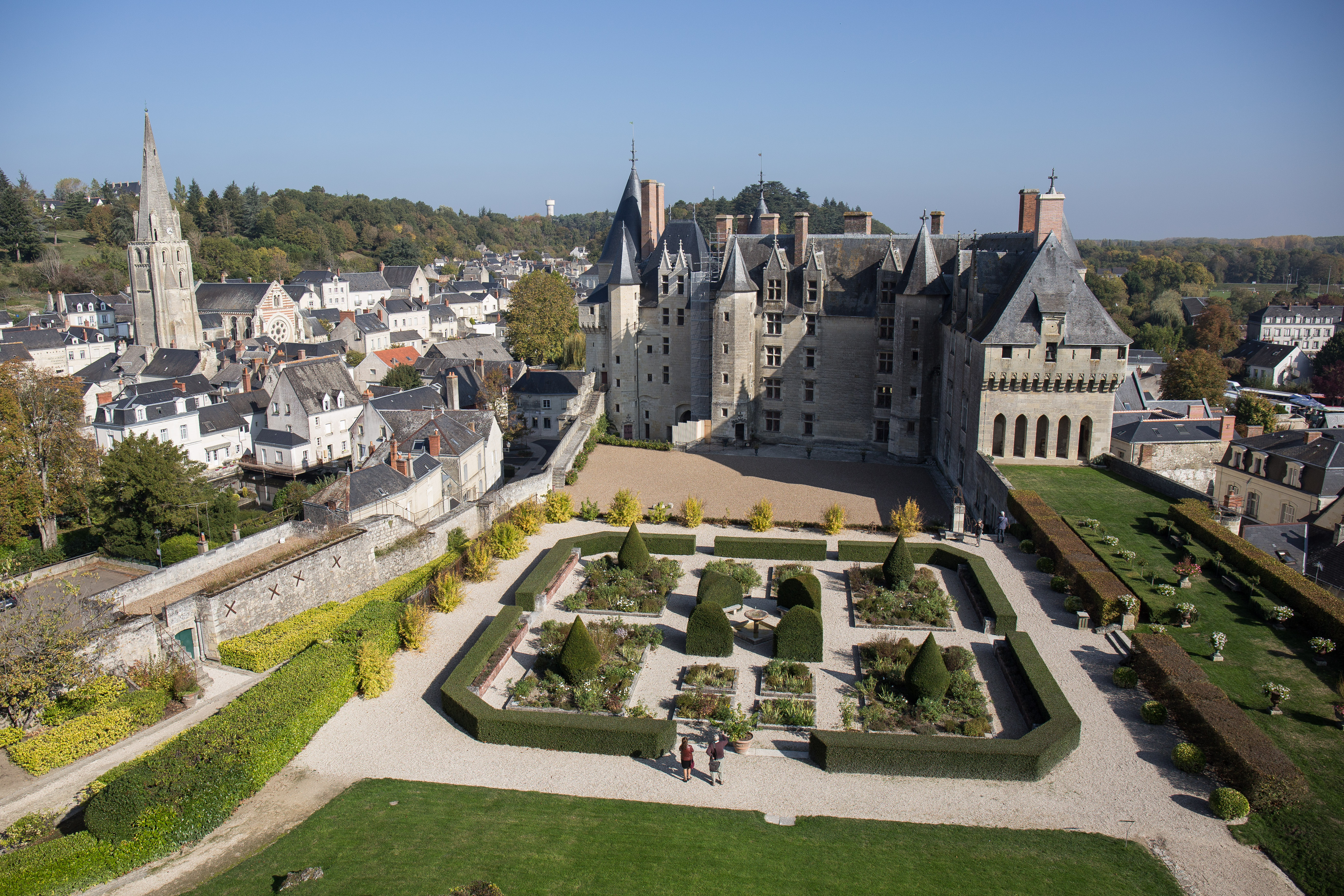
Grădinile castelului
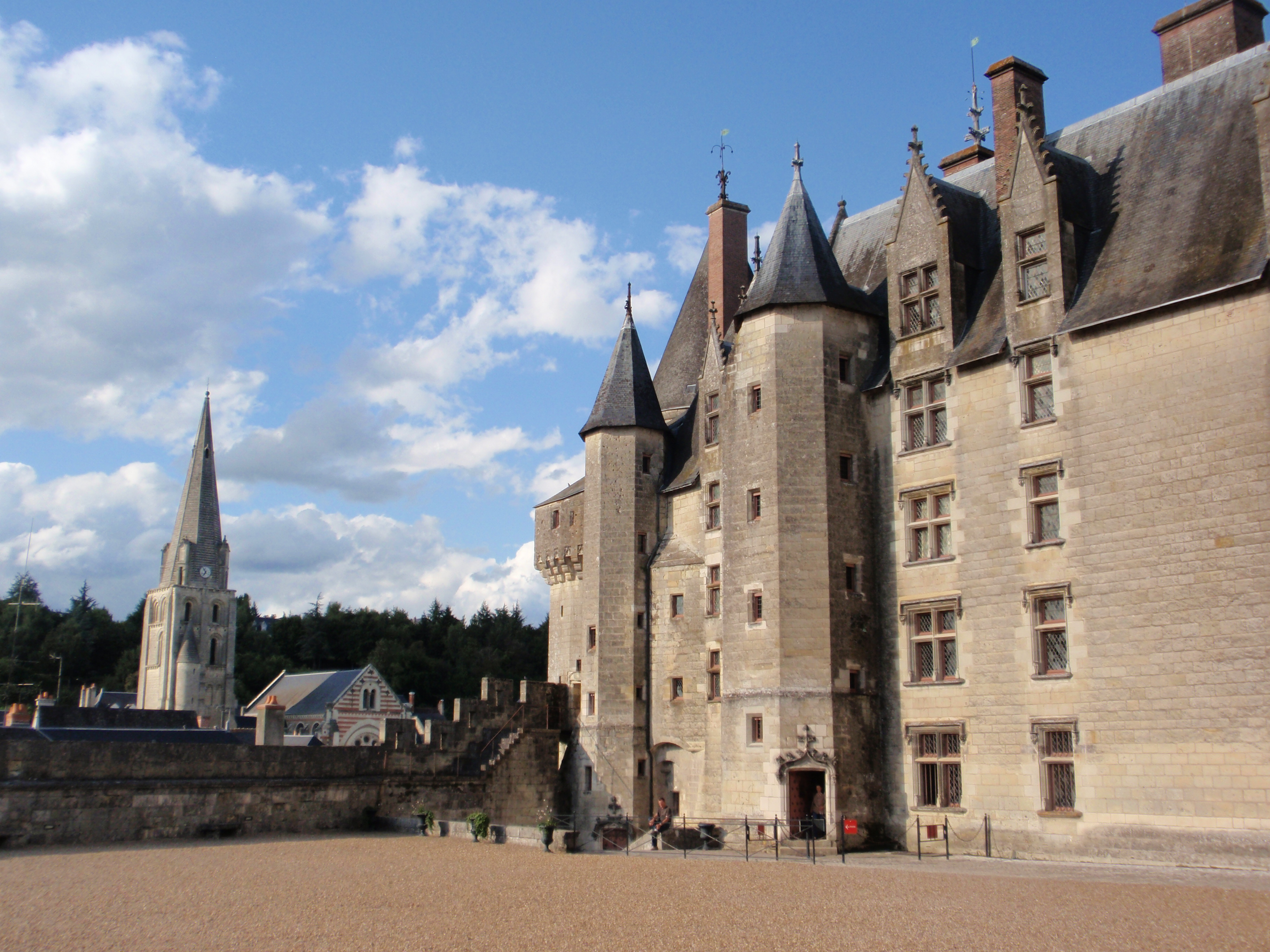
Vedere la curtea castelului
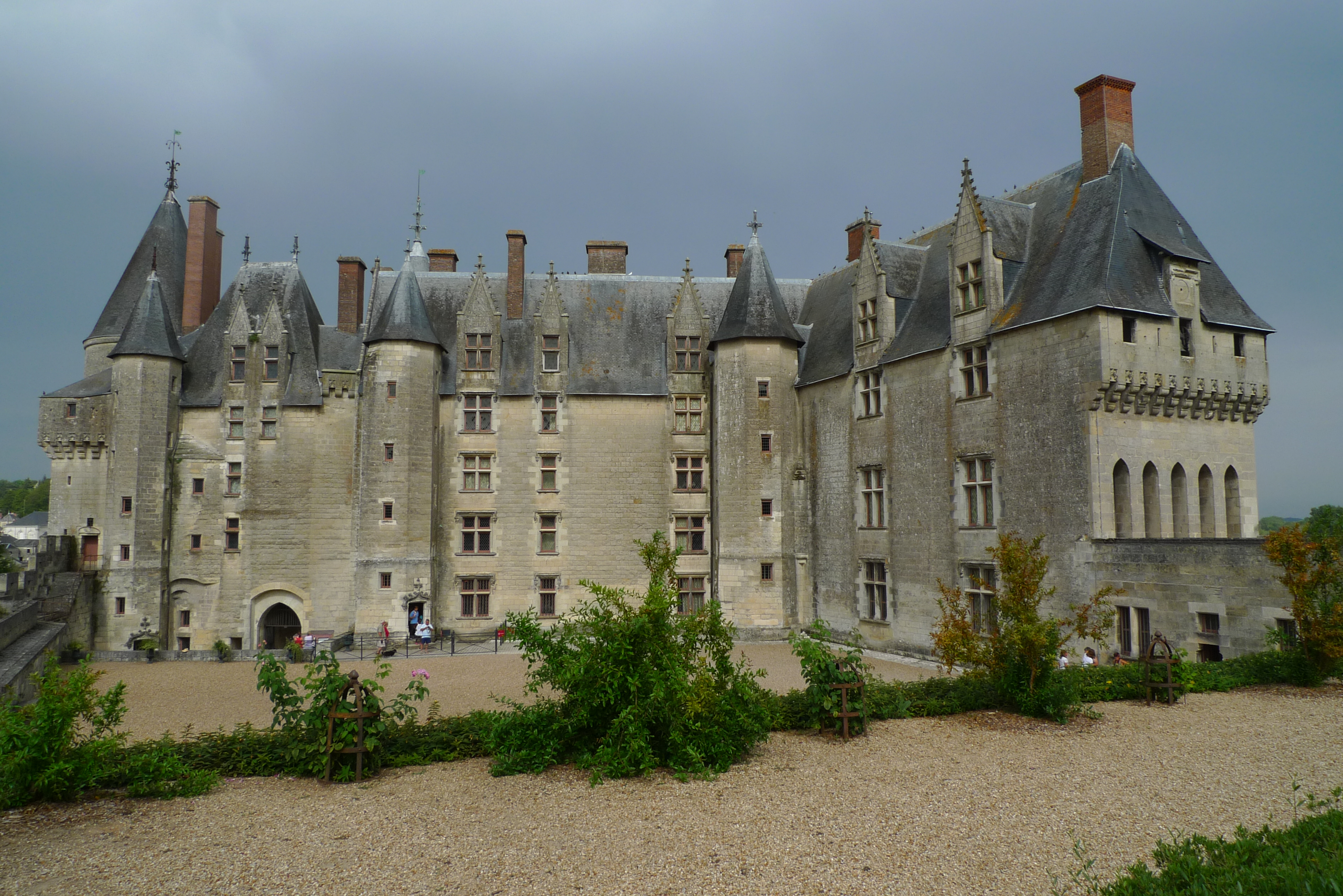
Castelul Langeais

### Personalități
- Jean-Hugues Anglade (născut în 1955), actor, regizor și scenarist, a locuit la Langeais.

## Înfrățiri
- Germania – Eppstein - din 1986[44].
- Portugalia – Gondar (Amarante) - din 1989[44].